# 롤러코스터 리부트
《롤러코스터 리부트》는 2020년 10월 6일 ~ 2020년 11월 10일 방영된 tvN의 오락 프로그램이다. 《롤러코스터》가 종영하고나서 약 7년 만의 리부트 작품이다.

## 출연진
- 정가은
- 문세윤
- 송진우
- 양세찬
- 정신혜
- 김기현
- 성병숙
- 안석환
- 박선아
- 최희승
- 윤상정
- 최승윤
- 위지원
- 김경환
- 양세형 (특별출연)
- 최종훈 (특별출연)
- 최성민 (특별출연)
- 허안나 (특별출연)
- 박문성 (특별출연)

## 코너
| 코너 이름         | 출연진                                 | 비고     |
| ----------------- | -------------------------------------- | -------- |
| 모두의 탐구생활   | 양세찬, 정신혜                         | [ 주 1 ] |
| 육아공화국        | 문세윤, 정가은, 성병숙, 김기현         |          |
| MBTI 극장         | 송진우                                 | [ 주 2 ] |
| 슬기로운 야식생활 | 문세윤                                 |          |
| 가족의 초상       | 안석환, 박선아, 최승윤, 위지원, 김경환 | [ 주 3 ] |

### 내용주
1. ↑  ‘남녀탐구생활’ 2020년 확장판 버전이다.
2. ↑  영화 속의 명대사를 MBTI 성격 유형에 따라 재탄생을 하는 코너이다.
3. ↑  컨텐츠 제작사 ‘72초 TV’와의 협업 작품이다[1]

### 참조주
1. ↑  박서현 (2020년 9월 17일). “'롤러코스터 리부트' 정가은→김기현, 치열 육아 권력 쟁탈전 대본 리딩 현장”. 《헤럴드POP》. 2020년 9월 26일에 확인함.